# Wydział Geologii, Geofizyki i Ochrony Środowiska Akademii Górniczo-Hutniczej w Krakowie
Wydział Geologii, Geofizyki i Ochrony Środowiska AGH (WGGiOŚ) – jeden z 18 wydziałów Akademii Górniczo-Hutniczej im. Stanisława Staszica w Krakowie. Siedziba wydziału znajduje się w budynku głównym (A-0) AGH przy al. Adama Mickiewicza 30.

## Historia
Od powołania Akademii Górniczo-Hutniczej w 1919 na jej jedynym ówcześnie wydziale górniczym istniały katedry: Katedra Geologii, Katedra Mineralogii i Petrografii oraz Katedra Geologii Stosowanej. W 1946 w wyniku reorganizacji uczelni po II wojnie światowej powstał pierwszy, typowo geologiczny wydział AGH - Wydział Geologiczno-Mierniczy.
W 1951 po wydzieleniu ze struktur jednostki Wydziału Geodezji Górniczej zmienione nazwę na Wydział Geologiczno-Poszukiwawczy.
W 1967 nastąpiło odłączenie kilku katedr, które wspólnie z częścią Wydziału Górniczego utworzyły Wydział Wiertniczo-Naftowy.
Rok 1968 przyniósł reorganizację wydziału. Katedry, na które dotychczas się dzielił, zastąpiono instytutami. Do instytutów tych należały:
- Międzyresortowy Instytut Geofizyki
- Instytut Geologii i Surowców Mineralnych
- Instytut Surowców Energetycznych
- Instytut Hydrogeologii i Geologii Inżynierskiej

W latach siedemdziesiątych powstało Muzeum Geologiczne.
Struktura oparta na instytutach została zmieniona w 1992. Z czterech wyżej wymienionych instytutów powstało dziesięć katedr i zakładów. W tym samym roku wydział przyjął używaną obecnie nazwę - Wydział Geologii, Geofizyki i Ochrony Środowiska.

## Struktura
Wydział składa się z następujących jednostek:
- Katedra Geologii Ogólnej i Geoturystyki
- Katedra Ochrony Środowiska
- Katedra Mineralogii, Petrografii i Geochemii
- Katedra Geologii Złożowej i Górniczej
- Katedra Analiz Środowiskowych, Kartografii i Geologii Gospodarczej
- Katedra Surowców Energetycznych
- Katedra Geofizyki
- Katedra Hydrogeologii i Geologii Inżynierskiej
- Katedra Geoinformatyki i Informatyki Stosowanej
- Laboratorium Wydziałowe
- Muzeum Geologiczne

Do wydziału należy również Ośrodek Szkoleniowo-Dydaktyczny w Miękini.

## Kierunki i specjalności do roku akademickiego 2019/2020
Obecnie wydział kształci studentów na następujących kierunkach i specjalnościach:
- Górnictwo i geologia
  - Geologia i prospekcja złóż
  - Geologia naftowa
  - Mineralogia stosowana z gemmologią
  - Geologia górnicza
  - Geologia inżynierska i geotechnika
  - Hydrogeologia i geologia inżynierska
  - Economic geology
  - Kartografia geologiczna
- Ochrona Środowiska
  - Ochrona środowiska wodno-gruntowego
  - Ocena stanu środowiska
  - Georóżnorodność i gospodarowanie środowiskiem
  - Techniki odnowy środowiska
- Informatyka Stosowana
  - Oprogramowanie i bazy danych w geologii
- Inżynieria Środowiska
  - Odnawialne źródła energii
  - Hydrogeologia stosowana i geotechnika
  - Inżynieria mineralna
  - Gospodarka odpadami
  - Inżynieria zrównoważonego rozwoju
- Geofizyka
  - Geofizyka stosowana
- Turystyka i Rekreacja
- Ekologiczne źródła energii

## Kierunki i specjalności od roku akademickiego 2019/2020
Stacjonarne - Studia I stopnia:
- Ekologiczne Źródła Energii
- Geofizyka
- Geoinformatyka
- Geologia Stosowana
- Inżynieria i Analiza Danych
- Inżynieria i Ochrona Środowiska
- Geoturystyka

Stacjonarne - Studia II stopnia:
- Ekologiczne Źródła Energii 
  - Odnawialne źródła energii
  - Ekologiczne systemy energetyczne
- Geofizyka
  - Geofizyka stosowana
  - Applied geophysics
- Geoinformatyka
- Geologia Stosowana 
  - Geologia naftowa i geotermia
  - Geologia inżynierska i geotechnika
  - Geologia złożowa i górnicza
  - Hydrogeologia i geologia inżynierska
  - Kartografia geologiczna
  - Mineralogia stosowana
  - Economic Geology
- Geoturystyka
- Inżynieria i Ochrona Środowiska 
  - Geochemia przemian środowiska
  - Metody ochrony środowiska
  - Hydrogeologia stosowana i geotechnika
  - Mineralne materiały funkcjonalne

## Studia podyplomowe
Obecnie wydział prowadzi studia podyplomowe na kierunkach:
- Geofizyka stosowana (Specjalność: geofizyka naftowa, geofizyka górnicza i geofizyka środowiska)
- Geologia górnicza
- Prawne aspekty gospodarowania zasobami mineralnymi

## Władze
- Dziekan: prof. dr hab. inż.Jacek Matyszkiewicz
  - Prodziekan ds. kształcenia i spraw studenckich: dr hab. inż. Ewa Adamiec, prof. AGH
  - Prodziekan ds. ogólnych i spraw studenckich dla studentów studiów stacjonarnych kierunku: dr hab. Ewa Kmiecik, prof. AGH
  - Prodziekan ds. studenckich dla studentów studiów stacjonarnych kierunków: dr hab. inż. Adam Postawa, prof. AGH
  - Prodziekan ds. Współpracy i Rozwoju oraz Studiów Doktoranckich: prof. dr hab. inż. Tomasz Bajda

## Koła naukowe
Przy wydziale działają:
- Koło Naukowe Geofizyków Geofon
- Koło Naukowe Geoinformatyków
- Koło Naukowe Geologii Inżynierskiej SIGMA
- Koło Naukowe Geologów
- Koło Naukowe Geoturystyka
- Koło Naukowe Hydrogeologii HYDRO
- Koło Naukowe KIWON
- Koło Naukowe Odnawialnych Źródeł Energii GRZAŁA
- Koło Naukowe STRATI
- Koło Naukowe Kartografii Geologicznej i Komputerowej AZYMUT